# 2020年夏季奧林匹克運動會火炬傳遞
2020年夏季奧林匹克運動會火炬傳遞（英語：Tokyo 2020 Olympic Torch Relay）是原计划於2020年3月12日至7月24日間舉行的2020东京奥运会圣火传递接力活动。2020年3月12日，圣火在希臘奧林匹亞點燃。随着东京奥运会确定因2019冠狀病毒病疫情延期，原计划于2020年3月26日在日本境内的圣火传递活动延期到2021年3月25日至7月23日举行。

## 理念
本次奥运火炬传递的主导理念为「Hope Lights Our Way 」（希望の道を、つなごう），意为“希望照亮前路”，传递相互支持、相互接受和相互鼓舞的想法，将日本人民团结起来。本次火炬传递的圣火亦被视作受2011年東日本大震災影响严重地区承载希望和勇气的“复兴之火”。

## 火炬设计

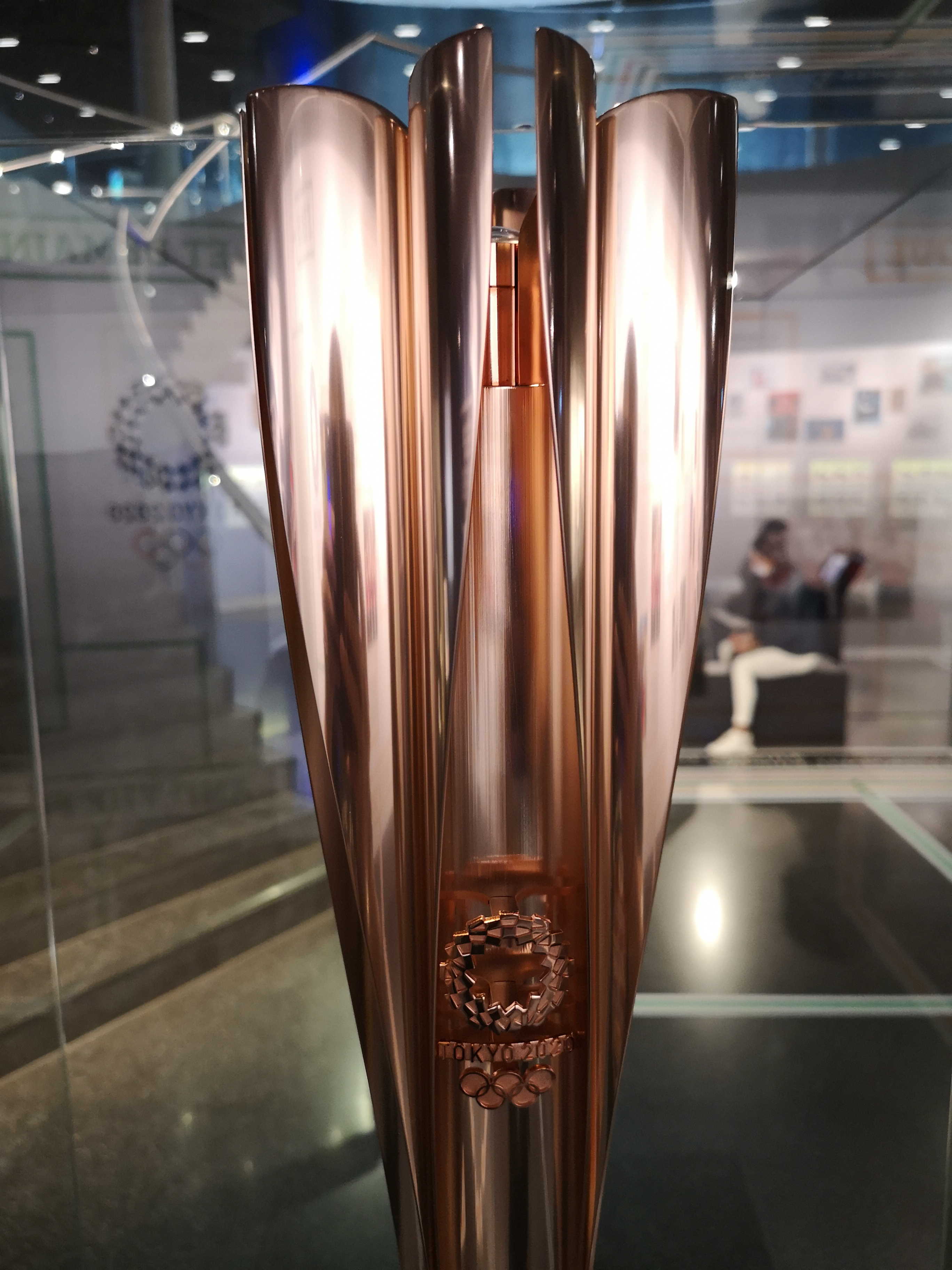
2020年東京奧運火炬

东京奥运会火炬样式于2019年3月20日揭晓，由日本设计师吉冈德仁设计，造型灵感源自设计师于福島縣南相馬市看到當地小學生的櫻花繪畫，颜色为融入樱花色的金色，火炬顶部为从五个“花瓣”围绕着中央“花蕊”。火炬整体长度为71cm，重量约1.2公斤，主要材质为铝材，并且采用了在新干线車輛制造中的铝挤压工艺。而制造火炬的铝材有三成来自2011年东日本大地震的岩手、宮城、福島3個受災縣、總計824戶臨時住宅的鋁製窗框廢料的回收利用。

## 火炬传递大使
按照规定，任何人都可以申请东京奥运会的火炬传递大使，东京奥组委会基于“在平时的生活中，与家人、朋友、同事互相支持，遇到任何困难都勇于面对而不放弃；认可每个人的不同之处并致力于吸收新鲜事物；能提高相关地域的团结性”初步确立候选人，并经国际奥委会的批准确立最终人选。
东京奥运会的火炬传递官方大使为：
- 野村忠宏（日本柔道运动员）
- 田口亞希（日本射擊運動員，殘奧會选手）
- 石原聰美（日本女演員）
- 三明治人（日本諧星組合）

另外，日本宇宙航空研究开发机构宇航员野口聪一和星出彰彦为本届奥运会及残奥会的火炬传递太空大使。

## 火炬手
按照计划，将有近10000名火炬手在日本全境完成火炬传递任务。

## 火炬传递过程

### 火炬采集及希腊境内传递
2020年东京奥运圣火采集仪式在2020年3月12日（2011年东日本大地震九周年纪念日的后一天）于希腊古代奥林匹克运动会遗址举行，此前奥林匹亚市议会基于嚴重特殊傳染性肺炎疫情影响，曾向国际奥委会提议推迟至2020年5月举行，但并未获得同意。扮演祭司的女演员采用凸面镜反射太阳光的传统方式完成圣火的采集。在采火仪式之后，2016年里约奥运会金牌得主、希腊射击运动员安娜·科拉卡基成为奥运会火炬传递历史上首位担任第一棒的女性运动员，并将其传至2004年雅典奥运会女子马拉松冠军、日本运动员野口水木。
按计划，日本奥运冠军野村忠宏、吉田沙保里将参与圣火在希腊的传递，但由于2019冠状病毒病疫情影响，圣火抵达希腊南部城市斯巴达后，希腊奥委会取消了火炬在希腊境内为期八天的传递计划。2020年3月19日11时30分，圣火交接仪式在希腊帕纳辛奈科体育场以空场形式进行，原定希腊方的文化表演、日本方由五十岚广行执导的文化表演均宣告取消。由希腊奥运体操冠军埃莱夫塞里奥斯·佩特鲁尼亚斯高举火炬入场，并交给奥运会撑杆跳冠军艾克特瑞妮·斯蒂芬尼迪点燃大火炬。日本代表团放弃参加，东京奥组委代表、现居希腊的井本直步子从希腊奥委会主席斯皮洛斯·卡普拉洛斯手中接过圣火，由她点燃火种灯并将其带回日本。

### 日本境内传递

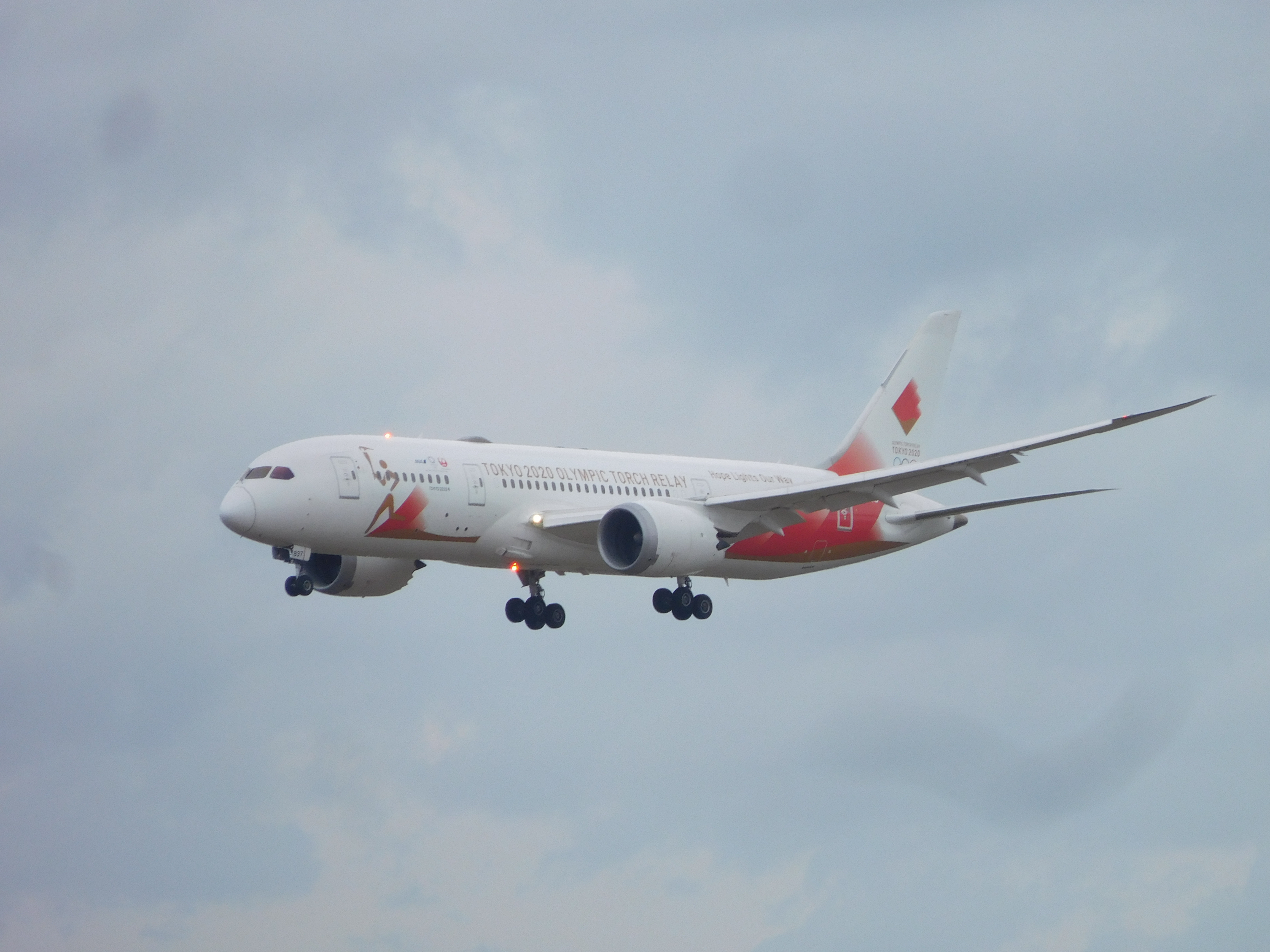
本次奥运火炬运输由日本航空波音787-8型客机（注册号JA837J）承担

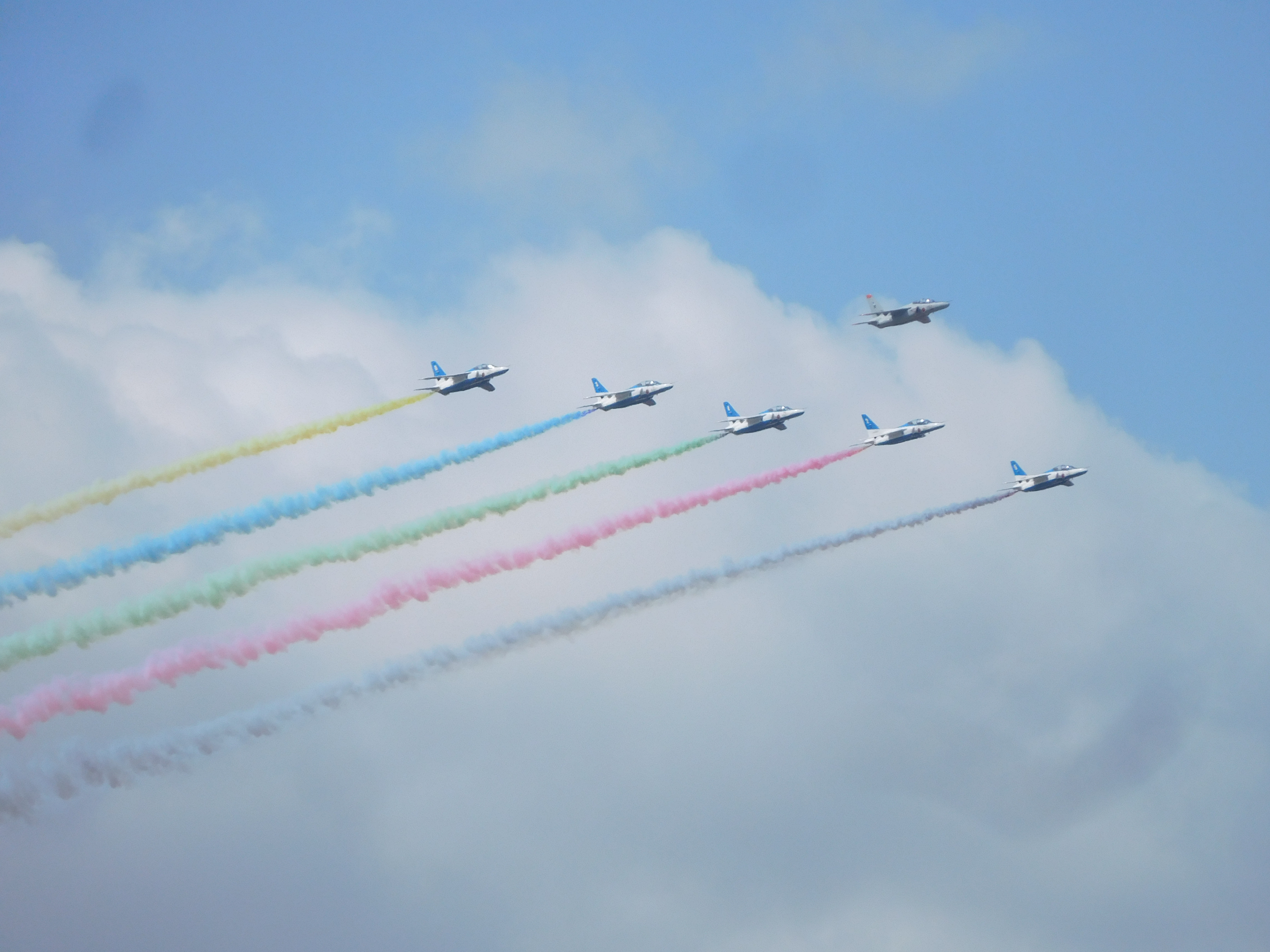
空中表演队进行飞行特技表演藍色衝擊波飛行表演隊

2020年3月20日上午10时，圣火于经“东京2020 Go”号专机抵达位于日本宫城县的航空自卫队松岛基地，由日本奥运冠军野村忠宏、吉田沙保里高举圣火灯并点燃庆典主火炬。日本航空自卫队军乐团现场演奏了曾在1964年东京奥运会开幕式上使用过的《东京奥运会进行曲》，航空自卫队“Blue Impulse（藍色衝擊波飛行表演隊）”空中表演队进行飞行特技表演，试图在天空中勾勒奥运五环标志，但由于现场风大无法呈现最终效果。

#### “复兴之火”特别展示
2020年3月20日至25日，圣火首先被带到日本东北地区进行以“复兴之火”（Flame of recovery）为主题的特别展示，以向在2011年东日本大地震中受灾的人们传递和平与希望的讯息。
| 日期          | 府县   | 活动地点                                    |
| ------------- | ------ | ------------------------------------------- |
| 2020年3月20日 | 宫城县 | 石卷市南滨区海啸重建祈念公园                |
| 2020年3月21日 | 宫城县 | 仙台市仙台车站东出口                        |
| 2020年3月22日 | 岩手县 | 三陆铁道·SL银河号内（宫古站-釜石站-花卷站） |
| 2020年3月23日 | 岩手县 | 大船渡市Kyassen大船渡商业区                 |
| 2020年3月24日 | 福岛县 | 福岛市福岛站前广场                          |
| 2020年3月25日 | 福岛县 | 磐城市海蓝宝石公园                          |

#### 延期
按照原定计划，2020年3月26日起将在福岛县J-VILLAGE启动日本全境为期121天的圣火传递活动。受2019冠状病毒病疫情影响，东京奥组委起初曾计划福岛县、栃木县、群马县传递活动的起始和结束仪式以无观众形式进行，中止当地居民出演的各种表演项目，呼吁人们不要前往加油、避免沿途密集围观；后来计划大幅缩小传递活动规模，考虑“将圣火装入用车辆运载的火种盒，在庆祝活动会场巡回展示”等方案。随着东京奥运会确定延期，东京奥组委于2020年3月24日宣布取消原定3月26日在福岛县启动的圣火传递活动，并将在新的奥运日程确定后改为2021年举行圣火传递。在2020年3月25日的展示结束後，圣火将暂时保存在福岛县。

#### 正式传递
2021年3月25日起，2020年东京奥运会圣火在日本国内的传递于福岛县楢叶町日本足球国家训练中心J-VILLAGE正式开始，随后在日本47个都道府县进行传递，并于7月23日开幕式当晚抵达奥运主体育场國立競技場。
| 日期    | 都道府县               | 市区町村 | 地图 |
| ------- | ---------------------- | --- | --- |
| 3月25日 | 福島縣                 | 楢葉町（始）→ 廣野町→ 川內村 →磐城市→ 富岡町→ 葛尾村 →雙葉町→ 大熊町→ 浪江町 →南相馬市（终）                                                   | 楢葉町廣野町川內村磐城市富岡町葛尾村雙葉町大熊町浪江町南相馬市相馬市飯館村新地町川俣町福島市豬苗代町三島町喜多方市會津若松市南會津町下鄉町白河市本宮市須賀川市田村市郡山市         |
| 3月26日 | 福島縣                 | 相馬市（始）→ 飯館村→ 新地町 →川俣町→ 福島市→ 豬苗代町 →三島町→ 喜多方市→ 會津若松市（终）                                                     | 楢葉町廣野町川內村磐城市富岡町葛尾村雙葉町大熊町浪江町南相馬市相馬市飯館村新地町川俣町福島市豬苗代町三島町喜多方市會津若松市南會津町下鄉町白河市本宮市須賀川市田村市郡山市         |
| 3月27日 | 福島縣                 | 南會津町（始）→ 下鄉町→ 白河市 →本宮市→ 須賀川市→ 田村市 →郡山市（终）                                                                         | 楢葉町廣野町川內村磐城市富岡町葛尾村雙葉町大熊町浪江町南相馬市相馬市飯館村新地町川俣町福島市豬苗代町三島町喜多方市會津若松市南會津町下鄉町白河市本宮市須賀川市田村市郡山市         |
| 3月28日 | 栃木縣                 | 足利市（始）→ 佐野市→ 小山市 →茂木町→ 栃木市→ 上三川町 →真岡市→ 上三川町→ 那須烏山市（终）                                                     | 足利市佐野市小山市茂木町栃木市上三川町真岡市那須烏山市那須町櫻市那須鹽原市益子町壬生町日光市鹿沼市宇都宮市                                                                         |
| 3月29日 | 栃木縣                 | 那須町（始）→ 櫻市→ 那須鹽原市 →益子町→ 壬生町→ 日光市 →鹿沼市→ 宇都宮市（终）                                                                 | 足利市佐野市小山市茂木町栃木市上三川町真岡市那須烏山市那須町櫻市那須鹽原市益子町壬生町日光市鹿沼市宇都宮市                                                                         |
| 3月30日 | 群馬縣                 | 館林市（始）→ 大泉町→ 太田市 →上野村→ 桐生市→ 伊勢崎市 →前橋市（终）                                                                           | 館林市大泉町太田市上野村桐生市伊勢崎市前橋市澀川市草津町沼田市川場村長野原町藤岡市富岡市高崎市                                                                                     |
| 3月31日 | 群馬縣                 | 澀川市（始）→ 草津町→ 沼田市 →川場村→ 長野原町→ 藤岡市 →富岡市→ 高崎市（终）                                                                   | 館林市大泉町太田市上野村桐生市伊勢崎市前橋市澀川市草津町沼田市川場村長野原町藤岡市富岡市高崎市                                                                                     |
| 4月1日  | 長野縣                 | 輕井澤町（始）→ 佐久市→ 山之内町 →上田市→ 野澤溫泉村→ 白馬村 →長野市（终）                                                                     | 輕井澤町佐久市山之内町上田市野澤溫泉村白馬村長野市飯田市南木曾町伊那市諏訪市大町市安昙野市松本市                                                                                   |
| 4月2日  | 長野縣                 | 飯田市（始）→ 南木曾町→ 伊那市 →諏訪市→ 大町市→ 安昙野市 →松本市（终）                                                                         | 輕井澤町佐久市山之内町上田市野澤溫泉村白馬村長野市飯田市南木曾町伊那市諏訪市大町市安昙野市松本市                                                                                   |
| 4月3日  | 岐阜縣                 | 中津川市（始）→ 多治見市→ 八百津町 →郡上市→ 高山市（终）                                                                                       | 中津川市多治見市八百津町郡上市高山市下呂市各务原市關原町大垣市羽島市岐阜市 |
| 4月4日  | 岐阜縣                 | 下呂市（始）→ 各务原市→ 關原町 →大垣市→ 羽島市→ 岐阜市（终）                                                                                   | 中津川市多治見市八百津町郡上市高山市下呂市各务原市關原町大垣市羽島市岐阜市 |
| 4月5日  | 愛知縣                 | 瀨戶市（始）→ 名古屋市→ 春日井市 →名古屋市→ 一宮市→ 犬山市 →名古屋市→ 稻澤市→ 名古屋市 →清須市→ 名古屋市（终）                                 | 瀨戶市名古屋市春日井市一宮市犬山市稻澤市清須市豐橋市半田市豐川市安城市刈谷市岡崎市大府市丰田市                                                                                     |
| 4月6日  | 愛知縣                 | 豐橋市（始）→ 半田市→ 豐川市 →安城市→ 刈谷市→ 岡崎市 →大府市→ 丰田市（终）                                                                     | 瀨戶市名古屋市春日井市一宮市犬山市稻澤市清須市豐橋市半田市豐川市安城市刈谷市岡崎市大府市丰田市                                                                                     |
| 4月7日  | 三重縣                 | 四日市市（始）→ 鈴鹿市→ 龜山市 →津市→ 鳥羽市→ 伊勢市（终）                                                                                     | 四日市市鈴鹿市龜山市津市鳥羽市伊勢市伊賀市名張市松阪市大紀町紀北町熊野市 |
| 4月8日  | 三重縣                 | 伊賀市（始）→ 名張市→ 松阪市 →大紀町→ 紀北町→ 熊野市（终）                                                                                     | 四日市市鈴鹿市龜山市津市鳥羽市伊勢市伊賀市名張市松阪市大紀町紀北町熊野市 |
| 4月9日  | 和歌山縣               | 新宮市（始）→ 那智勝浦町→ 串本町 →白濱町→ 田邊市→ 白濱町 →御坊市→ 有田市→ 海南市 →和歌山市（终）                                               | 新宮市那智勝浦町串本町白濱町田邊市御坊市有田市海南市和歌山市岩出市紀之川市葛城町高野町橋本市                                                                                       |
| 4月10日 | 和歌山縣               | 和歌山市（始）→ 岩出市→ 紀之川市 →葛城町→ 高野町→ 橋本市（终）                                                                                 | 新宮市那智勝浦町串本町白濱町田邊市御坊市有田市海南市和歌山市岩出市紀之川市葛城町高野町橋本市                                                                                       |
| 4月11日 | 奈良縣                 | 五條市（始）→ 御所市→ 葛城市 →十津川村→ 櫻井市→ 田原本町 →天理市→ 明日香村→ 橿原市（终）                                                       | 五條市御所市葛城市十津川村櫻井市田原本町天理市明日香村橿原市河合·廣陵香芝市大和高田市吉野町斑鳩町大和郡山市奈良市宇陀市生駒市                                                      |
| 4月12日 | 奈良縣                 | 河合町・廣陵町（始）→ 香芝市 →大和高田市→ 吉野町→ 斑鳩町 →大和郡山市→ 奈良市→ 宇陀市 →生駒市→ 奈良市（终）                                     | 五條市御所市葛城市十津川村櫻井市田原本町天理市明日香村橿原市河合·廣陵香芝市大和高田市吉野町斑鳩町大和郡山市奈良市宇陀市生駒市                                                      |
| 4月13日 | 大阪府                 | 吹田市（萬博紀念公園） （详见“事故”一节） | 萬博紀念公園 |
| 4月14日 | 大阪府                 | 吹田市（萬博紀念公園） （详见“事故”一节） | 萬博紀念公園 |
| 4月15日 | 德島縣                 | 三好市（始）→ 東三好町→ 劍町 →美馬市→ 阿波市→ 吉野川市 →神山町→ 石井町1→ 上板町2 →板野町3→ 藍住町4→ 北島町5 →松茂町→ 鳴門市（终）              | 三好市東三好町劍町美馬市阿波市吉野川市神山町12345松茂町鳴門市海陽町牟岐町上勝町美波町那賀町勝浦町阿南市小松島市6德島市                                                             |
| 4月16日 | 德島縣                 | 海陽町（始）→ 牟岐町→ 上勝町 →美波町→ 那賀町→ 勝浦町 →阿南市→ 小松島市→ 佐那河内村6 →德島市（终）                                              | 三好市東三好町劍町美馬市阿波市吉野川市神山町12345松茂町鳴門市海陽町牟岐町上勝町美波町那賀町勝浦町阿南市小松島市6德島市                                                             |
| 4月17日 | 香川縣                 | 宇多津町（始）→ 丸龜市1→ 滿濃町 →直島町→ 琴平町→ 善通寺市 →多度津町→ 三豐市→ 觀音寺市（终）                                                    | 宇多津町1滿濃町直島町琴平町善通寺市多度津町三豐市觀音寺市坂出市綾川町土庄町小豆島町東香川市三木町高松市                                                                            |
| 4月18日 | 香川縣                 | 坂出市（始）→ 綾川町→ 土庄町 →小豆島町→ 東香川市→ 三木町 →高松市（终）                                                                         | 宇多津町1滿濃町直島町琴平町善通寺市多度津町三豐市觀音寺市坂出市綾川町土庄町小豆島町東香川市三木町高松市                                                                            |
| 4月19日 | 高知縣                 | 高知市（始）→ 伊野町→ 土佐市 →須崎市→ 檮原町→ 四萬十町 →四萬十市→ 土佐清水市→ 宿毛市（终）                                                     | 高知市伊野町土佐市須崎市檮原町四萬十町四萬十市土佐清水市宿毛市南國市1245安藝市3,6室戶市東洋町                                                                                      |
| 4月20日 | 高知縣                 | 南國市（始）→ 北川村1→ 香美市2 →田野町3→ 香南市4→ 安田町5 →安藝市→ 奈半利町6→ 室戶市 →東洋町→ 高知市（终）                                     | 高知市伊野町土佐市須崎市檮原町四萬十町四萬十市土佐清水市宿毛市南國市1245安藝市3,6室戶市東洋町                                                                                      |
| 4月21日 | 愛媛縣                 | 四國中央市（始）→ 上島町→ 新居濱市 →西條市→ 今治市→ 東溫市 →松前町→ 久萬高原町→ 松山市（终）                                                   | 四國中央市上島町新居濱市西條市今治市東溫市松前町久萬高原町松山市砥部町愛南町伊予市内子町大洲市松野町鬼北町西予市宇和島市伊方町八幡濱市                                             |
| 4月22日 | 愛媛縣                 | 砥部町（始）→ 愛南町→ 伊予市 →内子町→ 大洲市→ 松野町 →鬼北町→ 西予市→ 宇和島市 →伊方町→ 八幡濱市（终）                                         | 四國中央市上島町新居濱市西條市今治市東溫市松前町久萬高原町松山市砥部町愛南町伊予市内子町大洲市松野町鬼北町西予市宇和島市伊方町八幡濱市                                             |
| 4月23日 | 大分縣                 | 別府市（始）→ 日出町→ 杵築市 →姬島村→ 豐後高田市→ 宇佐市 →中津市→ 國東市→ 日田市（终）                                                         | 別府市日出町杵築市姬島村豐後高田市宇佐市中津市國東市日田市玖珠町九重町竹田市佐伯市津久見市臼杵市豐後大野市由布市大分市                                                             |
| 4月24日 | 大分縣                 | 玖珠町（始）→ 九重町→ 竹田市 →佐伯市→ 津久見市→ 臼杵市 →豐後大野市→ 由布市→ 大分市（终）                                                       | 別府市日出町杵築市姬島村豐後高田市宇佐市中津市國東市日田市玖珠町九重町竹田市佐伯市津久見市臼杵市豐後大野市由布市大分市                                                             |
| 4月25日 | 宮崎縣                 | 高千穗町（始）→ 延岡市→ 日向市 →高鍋町→ 西都市→ 宮崎市（终）                                                                                   | 高千穗町延岡市日向市高鍋町西都市宮崎市日南市串間市三股町都城市小林市蝦野市 |
| 4月26日 | 宮崎縣                 | 宮崎市（始）→ 日南市→ 串間市 →三股町→ 都城市→ 小林市 →蝦野市（终）                                                                             | 高千穗町延岡市日向市高鍋町西都市宮崎市日南市串間市三股町都城市小林市蝦野市 |
| 4月27日 | 鹿兒島縣               | 志布志市（始）→ 鹿屋市→ 奄美市 →南大隅町→ 霧島市→ 姶良市 →鹿儿岛市（终）                                                                       | 志布志市鹿屋市奄美市南大隅町霧島市姶良市鹿儿岛市出水市西之表市薩摩川內市日置市伊佐市南九州市指宿市                                                                                 |
| 4月28日 | 鹿兒島縣               | 出水市（始）→ 西之表市→ 薩摩川內市 →日置市→ 伊佐市→ 南九州市 →指宿市（终）                                                                     | 志布志市鹿屋市奄美市南大隅町霧島市姶良市鹿儿岛市出水市西之表市薩摩川內市日置市伊佐市南九州市指宿市                                                                                 |
| 4月29日 | 从鹿儿岛县向冲绳县移动 | 从鹿儿岛县向冲绳县移动 | 从鹿儿岛县向冲绳县移动 |
| 4月30日 | 从鹿儿岛县向冲绳县移动 | 从鹿儿岛县向冲绳县移动 | 从鹿儿岛县向冲绳县移动 |
| 5月1日  | 沖繩縣                 | 名護市（名护市民会馆周边）→ 石垣市 →名護市（名护市民会馆周边） （详见“事故”一节）                                                              | 名护市民会馆石垣市和平祈念公园座間味村 |
| 5月2日  | 沖繩縣                 | 絲滿市（和平祈念公园）→ 座間味村 →絲滿市（和平祈念公园） （详见“事故”一节）                                                                    | 名护市民会馆石垣市和平祈念公园座間味村 |
| 5月3日  | 从冲绳县向熊本县移动   | 从冲绳县向熊本县移动 | 从冲绳县向熊本县移动 |
| 5月4日  | 从冲绳县向熊本县移动   | 从冲绳县向熊本县移动 | 从冲绳县向熊本县移动 |
| 5月5日  | 熊本縣                 | 人吉市（始）→ 水俁市→ 天草市 →宇土市→ 八代市（终）                                                                                             | 人吉市水俁市天草市宇土市八代市益城町南阿蘇村阿蘇市菊池市山鹿市和水町玉名市熊本市                                                                                                   |
| 5月6日  | 熊本縣                 | 益城町（始）→ 南阿蘇村→ 阿蘇市 →菊池市→ 山鹿市→ 和水町 →玉名市→ 熊本市（终）                                                                   | 人吉市水俁市天草市宇土市八代市益城町南阿蘇村阿蘇市菊池市山鹿市和水町玉名市熊本市                                                                                                   |
| 5月7日  | 長崎縣                 | 南島原市（始）→ 島原市→ 雲仙市 →壹岐市→ 新上五島町→ 諫早市 →大村市→ 长崎市（终）                                                               | 南島原市島原市雲仙市壹岐市新上五島町諫早市大村市长崎市1時津町西海市五島市對馬市松浦市平戶市佐佐町佐世保市                                                                          |
| 5月8日  | 長崎縣                 | 長與町1（始）→ 時津町→ 西海市 →五島市→ 對馬市→ 松浦市 →平戶市→ 佐佐町→ 佐世保市（终）                                                          | 南島原市島原市雲仙市壹岐市新上五島町諫早市大村市长崎市1時津町西海市五島市對馬市松浦市平戶市佐佐町佐世保市                                                                          |
| 5月9日  | 佐賀縣                 | 太良町（始）→ 鹿島市→ 嬉野市 →白石町→ 武雄市→ 有田町 →伊萬里市→ 玄海町→ 唐津市（终）                                                           | 太良町鹿島市嬉野市白石町武雄市有田町伊萬里市玄海町唐津市基山町鳥栖市三養基町吉野里町神埼市上峰町小城市多久市大町町江北町佐賀市                                                     |
| 5月10日 | 佐賀縣                 | 基山町（始）→ 鳥栖市→ 三養基町 →吉野里町→ 神埼市→ 上峰町 →小城市→ 多久市→ 大町町 →江北町→ 佐賀市（终）                                         | 太良町鹿島市嬉野市白石町武雄市有田町伊萬里市玄海町唐津市基山町鳥栖市三養基町吉野里町神埼市上峰町小城市多久市大町町江北町佐賀市                                                     |
| 5月11日 | 福岡縣                 | 福冈市（平和台陆上竞技场） （详见“事故”一节）                                                                                                  | 平和台陆上竞技场关门海峡博物馆活动广场 |
| 5月12日 | 福岡縣                 | 北九州市（关门海峡博物馆活动广场周边） （详见“事故”一节）                                                                                      | 平和台陆上竞技场关门海峡博物馆活动广场 |
| 5月13日 | 山口縣                 | 山口市（中央公园） （详见“事故”一节） | 中央公园宇部市山陽小野田市美禰市長門市萩市 |
| 5月14日 | 山口縣                 | 宇部市（始）→ 山陽小野田市→ 美禰市 →長門市→ 萩市（终） （详见“事故”一节）                                                                      | 中央公园宇部市山陽小野田市美禰市長門市萩市 |
| 5月15日 | 島根縣                 | 津和野町（始）→ 知夫村→ 益田市 →濱田市→ 江津市→ 川本町 →邑南町（终）                                                                           | 津和野町知夫村益田市濱田市江津市川本町邑南町大田市出雲市雲南市奧出雲町隱岐之島町安來市松江市                                                                                       |
| 5月16日 | 島根縣                 | 大田市（始）→ 出雲市→ 雲南市 →奧出雲町→ 隱岐之島町→ 安來市 →松江市（终）                                                                       | 津和野町知夫村益田市濱田市江津市川本町邑南町大田市出雲市雲南市奧出雲町隱岐之島町安來市松江市                                                                                       |
| 5月17日 | 廣島縣                 | 廣島市（广岛和平纪念公园） （详见“事故”一节）                                                                                                  | 广岛和平纪念公园福山市综合体育馆 |
| 5月18日 | 廣島縣                 | 福山市（福山市综合体育馆） （详见“事故”一节）                                                                                                  | 广岛和平纪念公园福山市综合体育馆 |
| 5月19日 | 岡山縣                 | 岡山市（岡山城） （详见“事故”一节） | 岡山城津山中央公园广场 |
| 5月20日 | 岡山縣                 | 津山市（津山中央公园广场） （详见“事故”一节）                                                                                                  | 岡山城津山中央公园广场 |
| 5月21日 | 鳥取縣                 | 境港市（始）→ 米子市→ 日吉津村 →南部町→ 日南町→ 日野町 →伯耆町→ 江府町→ 大山町 →倉吉市（终）                                                   | 境港市米子市日吉津村南部町日南町日野町伯耆町江府町大山町倉吉市琴浦町北榮町三朝町湯梨濱町岩美町八頭町智頭町若櫻町鳥取市                                                             |
| 5月22日 | 鳥取縣                 | 琴浦町（始）→ 北榮町→ 三朝町 →湯梨濱町→ 岩美町→ 八頭町 →智頭町→ 若櫻町→ 鳥取市（终）                                                           | 境港市米子市日吉津村南部町日南町日野町伯耆町江府町大山町倉吉市琴浦町北榮町三朝町湯梨濱町岩美町八頭町智頭町若櫻町鳥取市                                                             |
| 5月23日 | 兵庫縣                 | 姬路市（姬路城三之丸广场） （详见“事故”一节）                                                                                                  | 姬路城三之丸广场篠山城遗迹三之丸广场 |
| 5月24日 | 兵庫縣                 | 丹波篠山市（篠山城遗迹三之丸广场） （详见“事故”一节）                                                                                          | 姬路城三之丸广场篠山城遗迹三之丸广场 |
| 5月25日 | 京都府                 | 龜岡市（京都府立京都体育场） （详见“事故”一节）                                                                                                | 京都府立京都体育场 |
| 5月26日 | 京都府                 | 龜岡市（京都府立京都体育场） （详见“事故”一节）                                                                                                | 京都府立京都体育场 |
| 5月27日 | 滋賀縣                 | 高島市（始）→ 守山市→ 野洲市 →近江八幡市→ 龍王町→ 湖南市 →栗東市→ 草津市→ 大津市（终）                                                         | 高島市守山市野洲市近江八幡市龍王町湖南市栗東市草津市大津市甲賀市日野町東近江市愛莊町豐鄉町甲良町多賀町彦根市米原市長濱市                                                           |
| 5月28日 | 滋賀縣                 | 甲賀市（始）→ 日野町→ 東近江市 →愛莊町→ 豐鄉町→ 甲良町 →多賀町→ 彦根市→ 米原市 →長濱市（终）                                                   | 高島市守山市野洲市近江八幡市龍王町湖南市栗東市草津市大津市甲賀市日野町東近江市愛莊町豐鄉町甲良町多賀町彦根市米原市長濱市                                                           |
| 5月29日 | 福井縣                 | 高濱町（始）→ 大飯町→ 小濱市 →若狹町→ 美濱町→ 敦賀市 →南越前町→ 越前町→ 鯖江市（终）                                                           | 高濱町大飯町小濱市若狹町美濱町敦賀市南越前町越前町鯖江市越前市池田町大野市勝山市永平寺町蘆原市坂井市福井市                                                                         |
| 5月30日 | 福井縣                 | 越前市（始）→ 池田町→ 大野市 →勝山市→ 永平寺町→ 蘆原市 →坂井市→ 福井市（终）                                                                   | 高濱町大飯町小濱市若狹町美濱町敦賀市南越前町越前町鯖江市越前市池田町大野市勝山市永平寺町蘆原市坂井市福井市                                                                         |
| 5月31日 | 石川縣                 | 金澤市（金澤城公园三之丸广场） （详见“事故”一节）                                                                                              | 金澤城公园三之丸广场和倉溫泉公园 |
| 6月1日  | 石川縣                 | 七尾市（和倉溫泉公园） （详见“事故”一节） | 金澤城公园三之丸广场和倉溫泉公园 |
| 6月2日  | 富山縣                 | 高岡市（高冈体育中心多功能广场） （详见“事故”一节）                                                                                            | 高冈体育中心多功能广场富岩运河环水公园 |
| 6月3日  | 富山縣                 | 富山市（富岩运河环水公园） （详见“事故”一节）                                                                                                  | 高冈体育中心多功能广场富岩运河环水公园 |
| 6月4日  | 新潟縣                 | 糸魚川市（始）→ 上越市→ 柏崎市 →佐渡市→ 十日町市→ 南魚沼市（终）                                                                               | 糸魚川市上越市柏崎市佐渡市十日町市南魚沼市長岡市三條市1彌彥村新潟市新發田市阿賀町村上市                                                                                            |
| 6月5日  | 新潟縣                 | 長岡市（始）→ 三條市→ 燕市1 →彌彥村→ 新潟市→ 新發田市 →阿賀町→ 村上市（终）                                                                    | 糸魚川市上越市柏崎市佐渡市十日町市南魚沼市長岡市三條市1彌彥村新潟市新發田市阿賀町村上市                                                                                            |
| 6月6日  | 山形縣                 | 西川町（始）→ 寒河江市→ 河北町 →長井市→ 白鷹町→ 高畠町 →米澤市→ 南阳市→ 上山市 →山形市（终）                                                   | 西川町寒河江市河北町長井市白鷹町高畠町米澤市南阳市上山市山形市天童市東根市村山市尾花澤市新庄市鶴岡市遊佐町酒田市                                                                   |
| 6月7日  | 山形縣                 | 天童市（始）→ 東根市→ 村山市 →尾花澤市→ 新庄市→ 鶴岡市 →遊佐町→ 酒田市（终）                                                                   | 西川町寒河江市河北町長井市白鷹町高畠町米澤市南阳市上山市山形市天童市東根市村山市尾花澤市新庄市鶴岡市遊佐町酒田市                                                                   |
| 6月8日  | 秋田縣                 | 湯澤市（始）→ 横手市→ 由利本莊市 →美鄉町→ 大仙市→ 仙北市 →秋田市（终）                                                                         | 湯澤市横手市由利本莊市美鄉町大仙市仙北市秋田市潟上市八郎潟町大潟村能代市大館市男鹿市鹿角市                                                                                         |
| 6月9日  | 秋田縣                 | 潟上市（始）→ 八郎潟町→ 大潟村 →能代市→ 大館市→ 男鹿市 →鹿角市（终）                                                                           | 湯澤市横手市由利本莊市美鄉町大仙市仙北市秋田市潟上市八郎潟町大潟村能代市大館市男鹿市鹿角市                                                                                         |
| 6月10日 | 青森縣                 | 青森市（青之海公园） （详见“事故”一节） | 青之海公园十和田市奧入瀨町階上町八戶市 |
| 6月11日 | 青森縣                 | 十和田市（始）→ 奧入瀨町→ 階上町 →十和田市→ 八戶市（终） （详见“事故”一节）                                                                    | 青之海公园十和田市奧入瀨町階上町八戶市 |
| 6月12日 | 从青森县向北海道移动   | 从青森县向北海道移动 | 从青森县向北海道移动 |
| 6月13日 | 北海道                 | 白老町（民族共生象征空间） （详见“事故”一节）                                                                                                  | 民族共生象征空间札幌市北3条广场 |
| 6月14日 | 北海道                 | 札幌市（札幌市北3条广场） （详见“事故”一节）                                                                                                   | 民族共生象征空间札幌市北3条广场 |
| 6月15日 | 从北海道向岩手县移动   | 从北海道向岩手县移动 | 从北海道向岩手县移动 |
| 6月16日 | 岩手縣                 | 雫石町（始）→ 瀧澤市→ 八幡平市 →岩手町→ 一戶町→ 二戶市 →洋野町→ 普代村→ 野田村 →久慈市（终）                                                   | 雫石町瀧澤市八幡平市岩手町一戶町二戶市洋野町普代村野田村久慈市岩泉町田野畑村宮古市山田町大槌町釜石市大船渡市陸前高田市一关市平泉町奧州市金崎町北上市花卷市遠野市紫波町矢巾町盛岡市 |
| 6月17日 | 岩手縣                 | 岩泉町（始）→ 田野畑村→ 宮古市 →山田町→ 大槌町→ 釜石市 →大船渡市→ 陸前高田市（终）                                                             | 雫石町瀧澤市八幡平市岩手町一戶町二戶市洋野町普代村野田村久慈市岩泉町田野畑村宮古市山田町大槌町釜石市大船渡市陸前高田市一关市平泉町奧州市金崎町北上市花卷市遠野市紫波町矢巾町盛岡市 |
| 6月18日 | 岩手縣                 | 一关市（始）→ 平泉町→ 奧州市 →金崎町→ 北上市→ 花卷市 →遠野市→ 紫波町→ 矢巾町 →盛岡市（终）                                                     | 雫石町瀧澤市八幡平市岩手町一戶町二戶市洋野町普代村野田村久慈市岩泉町田野畑村宮古市山田町大槌町釜石市大船渡市陸前高田市一关市平泉町奧州市金崎町北上市花卷市遠野市紫波町矢巾町盛岡市 |
| 6月19日 | 宮城縣                 | 氣仙沼市（始）→ 南三陸町→ 石卷市 →女川町（终）                                                                                                 | 氣仙沼市南三陸町石卷市女川町東松島市大衡村松島町1七濱町多賀城市利府町山元町亘理町岩沼市名取市仙台市                                                                                |
| 6月20日 | 宮城縣                 | 東松島市（始）→ 大衡村→ 松島町 →鹽竈市1→ 七濱町→ 多賀城市 →利府町（终）                                                                        | 氣仙沼市南三陸町石卷市女川町東松島市大衡村松島町1七濱町多賀城市利府町山元町亘理町岩沼市名取市仙台市                                                                                |
| 6月21日 | 宮城縣                 | 山元町（始）→ 亘理町→ 岩沼市 →仙台市→ 名取市→ 仙台市（终）                                                                                     | 氣仙沼市南三陸町石卷市女川町東松島市大衡村松島町1七濱町多賀城市利府町山元町亘理町岩沼市名取市仙台市                                                                                |
| 6月22日 | 从宫城县向静冈县移动   | 从宫城县向静冈县移动 | 从宫城县向静冈县移动 |
| 6月23日 | 靜岡縣                 | 湖西市（始）→ 滨松市→ 磐田市 →袋井市→ 掛川市→ 島田市 →靜岡市（终）                                                                             | 湖西市滨松市磐田市袋井市掛川市島田市靜岡市牧之原市藤枝市燒津市1富士市三島市沼津市伊東市下田市伊豆之國市伊豆市裾野市御殿場市小山町富士宮市                                          |
| 6月24日 | 靜岡縣                 | 牧之原市（始）→ 藤枝市→ 靜岡市 →燒津市→ 長泉町1→ 富士市 →三島市→ 沼津市（终）                                                                  | 湖西市滨松市磐田市袋井市掛川市島田市靜岡市牧之原市藤枝市燒津市1富士市三島市沼津市伊東市下田市伊豆之國市伊豆市裾野市御殿場市小山町富士宮市                                          |
| 6月25日 | 靜岡縣                 | 伊東市（始）→ 下田市→ 伊豆之國市 →伊豆市→ 裾野市→ 御殿場市 →小山町→ 富士宮市（终）                                                             | 湖西市滨松市磐田市袋井市掛川市島田市靜岡市牧之原市藤枝市燒津市1富士市三島市沼津市伊東市下田市伊豆之國市伊豆市裾野市御殿場市小山町富士宮市                                          |
| 6月26日 | 山梨縣                 | 南部町（始）→ 身延町→ 早川町 →富士川町→ 市川三鄉町→ 中央市 →昭和町→ 甲斐市→ 南阿爾卑斯市 →北杜市→ 韮崎市→ 甲府市（终）                         | 南部町身延町早川町富士川町市川三鄉町中央市昭和町甲斐市南阿爾卑斯市北杜市韮崎市甲府市笛吹市山梨市甲州市富士山上野原市大月市都留市西桂町忍野村富士河口湖町鳴澤村富士吉田市           |
| 6月27日 | 山梨縣                 | 笛吹市（始）→ 山梨市→ 甲州市 →富士吉田市（富士山）→ 上野原市 →大月市→ 都留市→ 西桂町 →忍野村→ 富士河口湖町→ 鳴澤村 →富士吉田市（终）           | 南部町身延町早川町富士川町市川三鄉町中央市昭和町甲斐市南阿爾卑斯市北杜市韮崎市甲府市笛吹市山梨市甲州市富士山上野原市大月市都留市西桂町忍野村富士河口湖町鳴澤村富士吉田市           |
| 6月28日 | 神奈川县               | 藤澤市（辻堂神台公园） （详见“事故”一节） | 辻堂神台 · 公园桥本公园橫濱紅磚倉庫 |
| 6月29日 | 神奈川县               | 相模原市（桥本公园） （详见“事故”一节） | 辻堂神台 · 公园桥本公园橫濱紅磚倉庫 |
| 6月30日 | 神奈川县               | 横滨市（橫濱紅磚倉庫） （详见“事故”一节） | 辻堂神台 · 公园桥本公园橫濱紅磚倉庫 |
| 7月1日  | 千葉縣                 | 山武市（莲沼海滨公园第2停车场） （详见“事故”一节）                                                                                             | 莲沼海滨 · 公园幕張展覽館松户中央 · 公园 |
| 7月2日  | 千葉縣                 | 千葉市（幕張展覽館停车场） （详见“事故”一节）                                                                                                  | 莲沼海滨 · 公园幕張展覽館松户中央 · 公园 |
| 7月3日  | 千葉縣                 | 松戶市（松户中央公园） （详见“事故”一节） | 莲沼海滨 · 公园幕張展覽館松户中央 · 公园 |
| 7月4日  | 茨城縣                 | 鹿嶋市（始）→ 常陸那珂市→ 大洗町 →大子町→ 日立市→ 常陸太田市 →笠間市→ 水戶市（终）                                                             | 鹿嶋市常陸那珂市大洗町大子町日立市常陸太田市笠間市水戶市古河市坂東市常總市牛久市龍崎市行方市土浦市筑波市                                                                           |
| 7月5日  | 茨城縣                 | 古河市（始）→ 坂東市→ 常總市 →牛久市→ 龍崎市→ 行方市 →土浦市→ 筑波市（终）                                                                     | 鹿嶋市常陸那珂市大洗町大子町日立市常陸太田市笠間市水戶市古河市坂東市常總市牛久市龍崎市行方市土浦市筑波市                                                                           |
| 7月6日  | 埼玉縣                 | 川口市1（始）→ 蕨市2→ 戶田市3 →和光市4→ 朝霞市5→ 新座市6 →日高市→ 狹山市→ 富士見市7 →三芳町8→ 富士見野市9→ 所澤市（终）                        | 123456日高市狹山市789所澤市1011121314秩父市皆野町長瀞町春日部市杉戶町宮代町久喜市加須市行田市熊谷市川越市鶴島市坂戶市本庄市深谷市嵐山町東松山市滑川町鴻巢市1516上尾市埼玉市        |
| 7月7日  | 埼玉縣                 | 草加市10（始）→ 八潮市11→ 三鄉市12 →吉川市13→ 越谷市14→ 秩父市 →皆野町→ 長瀞町→ 春日部市 →杉戶町→ 宮代町→ 久喜市 →加須市→ 行田市→ 熊谷市（终） | 123456日高市狹山市789所澤市1011121314秩父市皆野町長瀞町春日部市杉戶町宮代町久喜市加須市行田市熊谷市川越市鶴島市坂戶市本庄市深谷市嵐山町東松山市滑川町鴻巢市1516上尾市埼玉市        |
| 7月8日  | 埼玉縣                 | 川越市（始）→ 鶴島市→ 坂戶市 →本庄市→ 深谷市→ 嵐山町 →東松山市→ 滑川町→ 鴻巢市 →北本市15→ 桶川市16→ 上尾市 →埼玉市（终）                       | 123456日高市狹山市789所澤市1011121314秩父市皆野町長瀞町春日部市杉戶町宮代町久喜市加須市行田市熊谷市川越市鶴島市坂戶市本庄市深谷市嵐山町東松山市滑川町鴻巢市1516上尾市埼玉市        |
| 7月9日  | 東京都 ·               | 町田市（町田Shibahiro） | 町田Shibahiro富士森公园东侧停车场瑞穗景观公园竞技场 |
| 7月10日 | 東京都 ·               | 八王子市（富士森公园东侧停车场） | 町田Shibahiro富士森公园东侧停车场瑞穗景观公园竞技场 |
| 7月11日 | 東京都 ·               | 瑞穗町（瑞穗景观公园竞技场） | 町田Shibahiro富士森公园东侧停车场瑞穗景观公园竞技场 |
| 7月12日 | 東京都 ·               | 立川市（TACHIKAWA STAGE GARDEN） | TACHIKAWA STAGE GARDEN国立疗养所多磨全生园東京競馬場 |
| 7月13日 | 東京都 ·               | 東村山市（国立疗养所多磨全生园） | TACHIKAWA STAGE GARDEN国立疗养所多磨全生园東京競馬場 |
| 7月14日 | 東京都 ·               | 府中市（東京競馬場） | TACHIKAWA STAGE GARDEN国立疗养所多磨全生园東京競馬場 |
| 7月15日 | 東京都 ·               | 三宅村（始）→ 神津島村a→ 新島村b（新岛 →式根島）→ 利島村c→ 大島町d（终）                                                                       | 三宅村abcde八丈町青島村父岛母岛武藏野市 |
| 7月16日 | 東京都 ·               | 御藏島村e（始）→ 八丈町→ 青島村 →小笠原村（父岛 → 母岛）→ 武藏野市（终）                                                                       | 三宅村abcde八丈町青島村父岛母岛武藏野市 |
| 7月17日 | 東京都 ·               | 練馬區（练马区立练马综合运动公园） | 练马区立练马综合运动公园东京都中央卸卖市场足立市场南千住棒球场中央区立 · 滨町公园                                                                                                  |
| 7月18日 | 東京都 ·               | 足立區（东京都中央卸卖市场足立市场） | 练马区立练马综合运动公园东京都中央卸卖市场足立市场南千住棒球场中央区立 · 滨町公园                                                                                                  |
| 7月19日 | 東京都 ·               | 荒川區（南千住棒球场） | 练马区立练马综合运动公园东京都中央卸卖市场足立市场南千住棒球场中央区立 · 滨町公园                                                                                                  |
| 7月20日 | 東京都 ·               | 中央區（中央区立滨町公园） | 练马区立练马综合运动公园东京都中央卸卖市场足立市场南千住棒球场中央区立 · 滨町公园                                                                                                  |
| 7月21日 | 東京都 ·               | 品川區（品川中央公园） | 品川中央公园港区立芝公园东京都厅都民广场新國立競技場 |
| 7月22日 | 東京都 ·               | 港區（港区立芝公园） | 品川中央公园港区立芝公园东京都厅都民广场新國立競技場 |
| 7月23日 | 東京都 ·               | 新宿區（东京都厅都民广场） | 品川中央公园港区立芝公园东京都厅都民广场新國立競技場 |
| 7月23日 | 東京都 ·               | 2020年夏季奧林匹克運動會開幕典禮 （新國立競技場）                                                                                              | 品川中央公园港区立芝公园东京都厅都民广场新國立競技場 |

#### 事故
2021年3月25日，在第一天圣火传递中，火炬手之间传递圣火和行进时接连发生火炬熄灭的事故。日本时间上午11时20分左右，广野町的第二名火炬手向下一人传递圣火时，火炬没有顺利点燃，没过多久随即熄灭。随后组委会工作人员拿来备用火种重新点火，传递继续进行。两个小时后，富冈町也发生类似事故。
4月7日，日本大阪府知事吉村洋文7日在记者会上表示，鉴于2019冠状病毒病感染人数激增，会要求府民避免不必要非紧急的外出，因此将取消府内所有在公共道路上实施的东京奥运圣火传递，改为在大阪万博纪念公园进行。
4月24日，鉴于冲绳县内的2019冠状病毒病蔓延形势，东京2020奥运圣火冲绳县执行委员会决定，将传递第1天（5月1日）除石垣市外的6个传递区间改为在名護市的名护市民会馆周边进行，将传递第2天（5月2日）除座間味村外的5个传递区间改为在絲滿市的和平祈念公园进行。
5月7日，由于2019冠状病毒病紧急措施范围的扩大，福冈县执行委员会在与东京奥组委商讨后，决定取消福冈县内原定于在公共道路上的传递，改为11日在福冈市的平和台陆上竞技场内、12日在北九州市的关门海峡博物馆活动广场周边举行点火仪式。
5月11日，出于对2019冠状病毒病疫情的考虑，山口县执行委员会在与东京奥组委协商后，决定取消山口县传递首日（5月13日）原定于在公共道路上的传递，改为在山口市的中央公园内举行点火仪式，而5月14日保持在公共道路上传递的原计划不变。同日，广岛县执行委员会也做出了取消在广岛县公共道路上传递的决定，改为17日在廣島市的广岛和平纪念公园、18日在福山市的福山市综合体育馆举行点火仪式。5月12日，应山口县下关市方面的要求，原定于14日第3区间在下关市的火炬传递活动也被取消，其余区间按原计划进行。
5月17日，由于对2019冠状病毒病疫情的蔓延，冈山县执行委员会在与东京奥组委协商后，决定取消在冈山县公共道路上传递的决定，改为19日在岡山市的岡山城下段、20日在津山市的津山中央公园广场举行点火仪式。
5月21日，东京奥组委公布因2019冠状病毒病疫情而改变的圣火在兵库县（23日-24日）、京都府（25日-26日）的传递计划，原本的公共道路传递均改为在特定地点举行点火仪式，各场所如下：23日在姬路市姬路城三之丸广场，24日在丹波篠山市篠山城遗迹三之丸广场，25日及26日在龜岡市京都府立京都体育场。
5月26日，组委会公布更改后的石川县传递计划，公共道路上的传递均改为举行点火仪式，地点为5月31日在金澤市金澤城公园三之丸广场，6月1日在七尾市和倉溫泉公园。
5月29日，组委会公布更改后的富山县传递计划，公共道路上的传递均改为举行点火仪式，地点为6月2日在高岡市高冈体育中心多功能广场，6月3日在富山市富岩运河环水公园。
6月8日，组委会公布更改后青森县和北海道的传递计划，青森县传递首日（6月10日）在公共道路上的传递改为在青森市的青之海公园举行点火仪式，而传递次日（6月11日）仅取消原计划中的第1区间陸奧市和第3区间三澤市，其余区间仍保持在公共道路上传递的计划不变。北海道内两日的传递均改为举行点火仪式，首日（6月13日）的举办场所为白老町的民族共生象征空间（Upopoy），次日（6月14日）的举办场所为札幌市的北3条广场。
6月24日和26日，组委会先后公布更改后的神奈川县和千叶县的传递计划，圣火在这两个县内共6天的传递活动均改为举行点火仪式，其中在神奈川县三天的场所为藤澤市的辻堂神台公园、相模原市的桥本公园、横滨市的橫濱紅磚倉庫，在千叶县三天的场所为山武市的莲沼海滨公园第2停车场、千葉市的幕張展覽館停车场、松戶市的松户中央公园。
7月2日，东京奥运会官网更新信息，鉴于东京都目前的2019冠状病毒病疫情形势，圣火在东京都内前八天在多摩地区的传递将改为举办点火仪式，而在岛屿地区的传递按原先的公共道路传递计划不变，第九天之后的传递计划未来将会根据疫情情况另行决定。7月14日，更新的信息显示东京都内第九天至第十二天（即7月17日至20日）的传递计划改为仅举行点火仪式，具体场所见上一小节，最后三天的情况待定。7月17日和19日，公布了最后三天举行点火仪式的场所及时间安排，23日奥运圣火在新宿區的东京都厅都民广场举办过点火仪式后，晚上在开幕式上点燃主火炬。

## 備註
1. ↑  即日本一级行政区
2. ↑  即日本二级行政区